# Thaddäus Troll

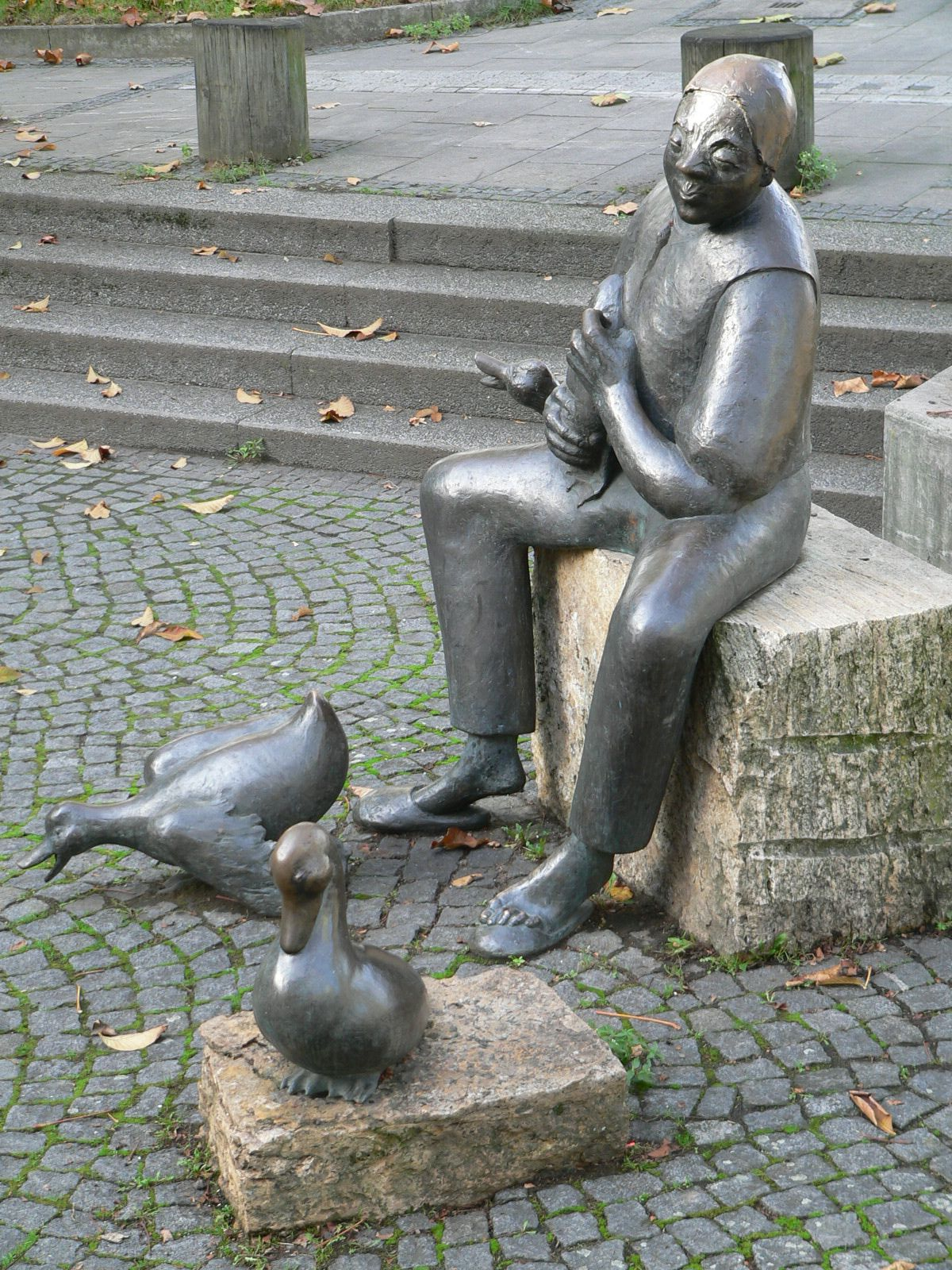
Escultura del Entenklemmer en Bad Cannstatt

Thaddäus Troll, seudónimo de Hans Bayer (Stuttgart, 18 de marzo de 1914 - Stuttgart, 5 de julio de 1980), fue un escritor alemán.
Hans Bayer creció en el barrio de Bad Cannstatt en Stuttgart, como hijo de una familia que tenía una fábrica de jabones. En 1932 terminó sus estudios en el instituto o Gymnasium Johannes-Kepler. Tras un corto período como voluntario en el periódico Cannstatter Zeitung, estudió en Tubinga, Múnich, Halle y Leipzig Filología germánica, Historia del Arte, Filología Comparativa, Ciencias del Teatro y Periodismo. En 1938 obtuvo el doctorado.
Durante la Segunda Guerra Mundial fue llamado a filas en 1938 y a partir de 1941 estuvo en el frente ruso. Durante su tiempo en el campo de prisioneros inglés, en 1945, dirigió el grupo de teatro Putlos.
Después de la guerra, Bayer se hizo periodista y fundó con Werner Finck en Stuttgart la primera revista satírica de Alemania: Das Wespennest (El nido de avispas). De 1947 a 1951 escribió como corresponsal en Stuttgart para Der Spiegel. A partir de 1948 trabajó como escritor libre y eligió para este cometido el seudónimo Thaddäus Troll, para que sus libros aparecieran a la izquierda, al lado de los de Kurt Tucholsky en las estanterías ordenadas alfabéticamente. Se le considera uno de los autores más importantes en dialecto suabo, a pesar de su corta producción.
En las elecciones apoyó a los políticos Gustav Heinemann y Willy Brandt, pero él permaneció independiente.
Se suicidó en 1980 en Stuttgart, a los 66 años. Fue enterrado en el Steigfriedhof en Bad Cannstatt. El funeral lo había planeado anteriormente, ya que tenía aversión a los enterramientos hipócritas. Así, el cura debía ser lo más breve posible y un texto preparado por él mismo fue leído y repartido entre los asistentes. Al final se repartió vino del tipo Trollinger de su lugar natal, Bad Cannstatt.
En recuerdo a Thaddäus Troll se entrega desde 1981 el premio Thaddäus Troll por la "Förderkreis deutscher Schriftsteller in Baden-Württemberg e.V." ("Asociación para el fomento de los escritores alemanes de Baden-Wurtemberg") 

## Premios
- 1962 Theodor-Wolff-Preis
- 1970 Prix Aleko en Sofía
- 1979 Stadtschreiber en Soltau

## Libros de Thaddäus Troll
- Deutschland deine Schwaben im neuen Anzügle (Alemania tus suabos en traje nuevo)
- Der Entaklemmer, traducción al suabo de El avaro de Molière. En dialecto suabo, Entenklemmer es sinónimo de tacaño. La palabra proviene de Ente (pato) y klemmen (pinzar) y tiene su origen en la costumbre de palpar a los patos en el trasero para ver si van a poner un huevo y así evitar que el pato lo ponga en cualquier sitio.
- O Heimatland, (Oh patria)
- Thaddäus Trolls schwäbische Schimpfwörterei (Libro de expresiones malsonantes suabas de Thaddäus Trolls). El dialecto suabo es conocido en Alemania por ser el dialecto en el que mejor se jura.
- Wo komm' ich eigentlich her? (¿De dónde vengo?), divertido libro aclaratorio para niños.